# Stefano Ragusa
Stefano Ragusa, (Temuco, Araucanía, Chile, 6 de octubre de 1989) fue un futbolista chileno. Jugó como delantero en Everton de Viña del Mar de la Primera División de Chile.

## Trayectoria
Su primer equipo fue Everton de Viña del Mar. Jugó también en Unión Quilpué y Padres Franceses F.C. Además ha participado en la Selección Chilena de Fútbol Playa. 
Estudió en la Pontificia Universidad Católica de Valparaíso durante 5 meses. Continuaría sus estudios en la Universidad Adolfo Ibáñez.

## Clubes
| Club                    | País  | Año       |
| ----------------------- | ----- | --------- |
| Everton de Viña del Mar | Chile | 2007-2009 |
| Unión Quilpué           | Chile | 2009      |
| Defensor Casablanca     | Chile | 2010-2011 |